# عدد پرونیک

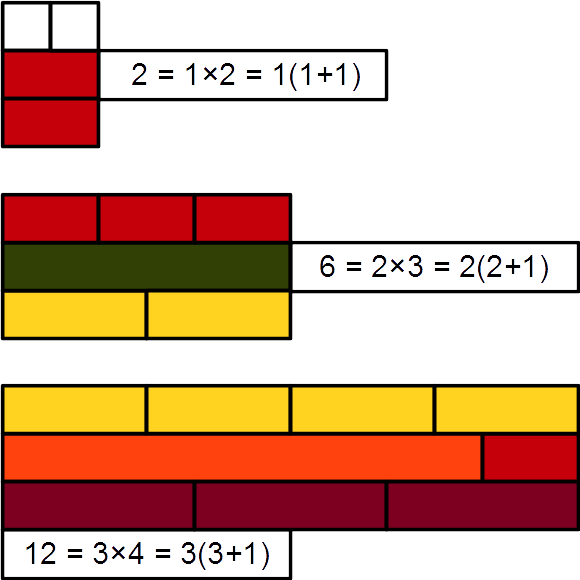
این تصویر نشان می‌دهد که 2، 6 و 12 اعداد پرونیک هستند.

عدد پرونیک (انگلیسی: Pronic number) عددی است که حاصل ضرب دو عدد صحیح متوالی و به‌عبارتی به فرم {\displaystyle n(n+1)} باشد. مطالعه این اعداد به زمان ارسطو باز می‌گردد. این اعداد همچنین به نام‌های اعداد آبلانگ (به انگلیسی: oblong numbers)، اعداد هترومشک (به انگلیسی: heteromecic numbers) و اعداد مستطیلی (به انگلیسی: rectangular numbers) نیز نامیده می‌شوند. با این حال «اعداد مستطیلی» در نامیدن اعداد مرکب نیز بکار گرفته می‌شود.
چندین عدد پرونیک نخست در زیر آمده است:
۰، ۲، ۶، ۱۲، ۲۰، ۳۰، ۴۲، ۵۶، ۷۲، ۹۰، ۱۱۰، ۱۳۲ و... (دنباله A002378 در OEIS).
با فرض اینکه {\displaystyle P_{n}} بیانگر عدد پرونیک  {\displaystyle n(n+1)} باشد، ما {\displaystyle P_{{-}n}=P_{n{-}1}} را داریم. بنابراین در هنگام بحث در مورد اعداد پرونیک،  بدون از دست دادن کلیت فرض می‌کنیم {\displaystyle n\geq 0} باشد. 